# The Puzzle Place
The Puzzle Place (Quebra-Cabeça no Brasil e Puzzle Parque em Portugal) foi um programa de televisão infantil produzido pela KCET em Los Angeles e pela Lancit Media em New York. O Quebra-Cabeça foi exibido pela TV Cultura em 1997 com a dublagem dos estúdios BKS.

## Exibições na TV
- PBS - 16 de janeiro de 1995 a 4 de dezembro de 1998
- TV Cultura - 05/05/1997[2] a 2000
- RTP 2 - 1996
- ABC Kids 1996 a 2001

## Tema
O programa tinha um grupo de crianças (bonecos) multi-étnicos de diferentes partes dos Estados Unidos que se encontravam no "Quebra-Cabeça". Em cada episódio os personagens eram confrontados com conflitos diários normalmente encontrados na infância, tais como tomar decisões morais, racismo e outros, mas são amigos.

## Personagens, Manipuladores Americanos, Cantores e Dubladores Americanos
- Julie Woo (Júlia no Brasil)

Uma menina chinesa-americana de San Francisco, Califórnia. Manipulada Por Alice Dinnean, Dublada Por Dionne Quan
- Kiki Flores (Kiki no Brasil)

Uma menina méxico-estadunidense de San Antonio, Texas. Ela é uma ótima cozinheira de chili. Manipulada Por Carmen Osbahr, Cantada por Pam Arciero e Dublada Por Carlos Alazraqui
- Ben Olafson (Ben no Brasil)

Um menino de descendências alemã e norueguesa de uma fazenda próxima de Renner, Dakota do Sul. Ele é bom em quebra-cabeças difíceis e é um dançarino talentoso. Manipulado Por Jim Martin, Dublado Por Jason Marsden
- Sonny "Leon" MacNeal (Léo no Brasil)

Um menino afro-americano de New York. Ele se diverte colocando macarrão em seu nariz. Léo é fã de hip-hop e ama jogar basquete. Manipulado Por Noel MacNeal e Eric Jacobson, Dublado Por Alanna Ubach 
- Cuchi "Skye" Nakaiye (Skye no Brasil)

Um menino apache de uma reserva indígena do Arizona que sempre usa uma bandana e uma capa de chuva. Manipulado e Cantado Por Peter Linz e Matt Vogel e Dublado Por Candi Milo
- Jody Silver (Judy no Brasil)

Uma menina lituano-judia de Cincinnati, Ohio. Manipulada Por Alison Mork, Stephanie D'Abruzzo e Terri N. Hardin, Cantada por Stephanie D'Abruzzo e Dublada Por Dee Bradley Baker
- Sizzle (Suzy no Brasil)

Uma Gata Que Ajuda Todos Os Bonecos, O Ruth e A Polícia. Manipulada, Cantada e Dublada Por Alice Dinnean 
- Nuzzle (Ruth no Brasil)

Um Cachorro Doméstico Que Ajuda A Suzy  e Os Bonecos nas Várias Horas. Manipulado, Cantado e Dublado Por Peter Linz .

## Elenco de vozes e vocais brasileiros
- Júlia - Fátima Noya (Voz) e Elisa Villon (Canções)
- Kiki - Daniella Piquett (Voz) e Elisa Villon (Canções)
- Ben - Rodrigo Andreatto (Voz e Canções)
- Léo - Márcia Gomes (Voz) e Nil Bernardes (Canções)
- Skye - Fábio Lucindo (Voz) e Nil Bernardes (Canções)
- Judy - Úrsula Bezerra (Voz) e Elisa Villon (Canções)
- Suzy - Márcia Gomes (Voz) e Elisa Villon (Canções)
- Rudy - Affonso Amajones (Voz) e Nil Bernardes (Canções)

## Ficha Técnica
- Direção de Dublagem: Márcia Gomes
- Direção Musical: Nil Bernardes
- Locução: Carlos Gesteira
- Versão Brasileira - BKS

## Lista de episódios

### Primeira temporada
- Tippy Woo (16/01/1995)
- Train Drivin' Kids (17/01/1995)
- Rip Van Wrinkle (18/01/1995)
- Accentuate the Positive (19/01/1995)
- Gotta Dance (20/01/1995)
- Birthdays (23/01/1995)
- Butterfingers (24/01/1995)
- Rock Dreams (25/01/1995)
- Babies (26/01/1995)
- Spud Buds (27/01/1995)
- Different Drummer (30/01/1995)
- I Love Kiki (31/01/1995)
- Shape of a Puzzle (01/02/1995)
- Cute Is as Cute Does (02/02/1995)
- Leon's Pizza (03/02/1995)
- Real Horses (06/02/1995)
- Going by the Book (07/02/1995)
- Mad Music Magic (08/02/1995)
- Party of One (09/02/1995)
- Hats (10/02/1995)
- Picture Perfect (13/02/1995)
- Maiden Voyages (14/02/1995)
- Summer Cooler (15/02/1995)
- Bully for Jody (16/02/1995)
- Ben's Bad Hair Day (17/02/1995)
- All Weather Friends (20/02/1995)
- Bread and Matzoh (21/02/1995)
- Owning It (22/02/1995)
- Baffled Ben (23/02/1995)
- Practice Makes Perfect (24/02/1995)
- Finders Keepers (27/02/1995)
- Dance Fever (28/02/1995)
- At the End of Our Rope (01/03/1995)
- Just Kidding (02/03/1995)
- Everything in Its Place (03/03/1995)
- Big Boys Don't Cry (06/03/1995)
- Here's to the Winners (07/03/1995)
- A World of Difference (08/03/1995)
- Willing and Able (09/03/1995)
- It's Magic (10/03/1995)
- Telephones (11/03/1995)
- Beyond your Wildest Dreams (16/03/1995)

### Segunda temporada
- Deck the Halls (15/01/1996)
- Dressing Up is Hard to Do (16/01/1996)
- One Way (17/01/1996)
- Oldies But Goodies (18/01/1996)
- Helping Hands (19/01/1996)
- Yellow Belt (22/01/1996)
- The Mystery of the Fabulous Hat (23/01/1996)
- How Much is That Doggie in the Window? (24/01/1996)
- The New Adventures of Julie Woo (25/01/1996)
- We Three Kings (26/01/1996)
- Hello, Maggie (29/01/1996)
- Off the Track (30/01/1996)
- Beautiful Doll (31/01/1996)
- Tattle Tales (01/02/1996)
- Those Ears, Those Eyes (02/02/1996)
- That's Weird (05/02/1996)
- The Ballad of Davy Cricket (06/02/1996)
- Little Leon, Big Ben (07/02/1996)
- I Scream, You Scream (08/02/1996)
- Skye's Coat (2/9/1996)
- It's Mine (2/12/1996)
- One Big, Happy Family (2/13/1996)
- Leon Grows Up (2/14/1996)
- Cowpokes (2/15/1996)
- Hurricane Julie (2/16/1996)